# Clark Mills
Clark Mills és una concentració de població designada pel cens dels Estats Units a l'estat de Nova York. Segons el cens del 2000 tenia 1.424 habitants.

## Demografia
Segons el cens del 2000, Clark Mills tenia 1.424 habitants, 628 habitatges, i 381 famílies. La densitat de població era de 591,2 habitants/km².
Dels 628 habitatges en un 28% hi vivien nens de menys de 18 anys, en un 39,8% hi vivien parelles casades, en un 15,3% dones solteres, i en un 39,3% no eren unitats familiars. En el 32,6% dels habitatges hi vivien persones soles el 12,9% de les quals corresponia a persones de 65 anys o més que vivien soles. El nombre mitjà de persones vivint en cada habitatge era de 2,25 i el nombre mitjà de persones que vivien en cada família era de 2,85.
Per edats la població es repartia de la següent manera: un 22,5% tenia menys de 18 anys, un 8,3% entre 18 i 24, un 29,3% entre 25 i 44, un 23,9% de 45 a 60 i un 15,9% 65 anys o més.
L'edat mediana era de 39 anys. Per cada 100 dones de 18 o més anys hi havia 81,4 homes.
La renda mediana per habitatge era de 36.026 $ i la renda mediana per família de 45.833 $. Els homes tenien una renda mediana de 32.036 $ mentre que les dones 25.523 $. La renda per capita de la població era de 18.101 $. Entorn del 3,6% de les famílies i el 6,9% de la població estaven per davall del llindar de pobresa.